# Habitatge al carrer del Roser, 6 (Vilabella)
L'Habitatge al carrer del Roser, 6 era un habitatge de Vilabella (Alt Camp) inclosa a l'Inventari del Patrimoni Arquitectònic de Catalunya.

## Descripció
Edifici entre mitgeres de planta baixa, pis i golfes. La façana es trobava molt modificada amb obertures tapiades i d'altre practicades posteriorment. La porta d'accés n'és un dels elements més remarcables. Era de grans dimensions, d'arc de mig punt amb dovelles radials i brancals de pedra. Cal fer esment així mateix de la barbacana, de tipologia típica de la comarca. La coberta era de teula àrab i els materials de construcció eren la pedra i la maçoneria.